# Andrzej Leder
Andrzej Władysław Leder (ur. 8 maja 1960) − polski filozof kultury, lekarz psychiatra, psychoterapeuta psychoanalityczny.

## Życiorys
Jest synem Witolda Ledera i bratankiem Stefana Ledera. Absolwent Akademii Medycznej w Warszawie oraz filozofii na Uniwersytecie Warszawskim. Ukończył specjalizację z psychiatrii. Doktoryzował się w Instytucie Filozofii i Socjologii PAN pod kierunkiem prof. Józefa Niżnika w 1994 broniąc pracy pt. Nieświadomość a świadomość intencjonalna. Wokół myśli Z. Freuda i E. Husserla, habilitował się w 2008 tamże. Od 1996 pracuje w Instytucie Filozofii i Socjologii PAN, od 2010 na stanowisku profesora uczelni. W 2024 otrzymał nominację profesorską.
W latach 1992–2012 był członkiem zespołu czasopisma „Res Publica Nowa”, w 2005 pisał do tygodnika „Ozon” do czasu złożenia redakcji przez Dariusza Rosiaka.
W okresie studiów doktoranckich pracował w antypsychiatrycznym Ośrodku Terapii Środowiskowej „Saska Kępa”, następnie w latach 1995–2012 jako psychoterapeuta w założonym z kolegami Zespole Pomocy Psychoterapeutycznej w Warszawie. W 1998 uzyskał certyfikat psychoterapeuty od Sekcji Psychoterapii Polskiego Towarzystwa Psychiatrycznego.
W 2002 założył z Andrzejem Gniazdowskim i Robertem Piłatem Polskie Towarzystwo Fenomenologiczne, w latach 2003−2013 był jego skarbnikiem.
W 2015 jego książka pt. Prześniona rewolucja. Ćwiczenie z logiki historycznej została nominowana do Nagrody Literackiej Nike oraz Nagrody Historycznej im. Kazimierza Moczarskiego.
W latach 2017−2023 zasiadał w radzie fundacji Akcji Demokracja.
W 2021 został prezesem Ośrodka Myśli Psychoanalitycznej, który założył m.in. z Pawłem Dyblem i Adamem Lipszycem.

## Główne publikacje
- Przemiana mitów, czyli życie w epoce schyłku. Zbiór esejów (Open, Warszawa 1997)
  - Przekład angielski: The Changing Guise of Myths: Philosophical Essays (Peter Lang, Frankfurt am Main 2013)
- Nieświadomość jako pustka (IFiS PAN, Warszawa 2001)
- Nauka Freuda w epoce „Sein und Zeit” (Fundacja Aletheia, Warszawa 2007)
- Prześniona rewolucja. Ćwiczenia z logiki historycznej (Wydawnictwo Krytyki Politycznej, Warszawa 2014[16])
  - Przekład niemiecki: Polen im Wachtraum. Die Revolution 1939−1956 und ihre Folgen (Fibre, Osnabrück 2019)
- Rysa na tafli. Teoria w polu psychoanalitycznym (Wydawnictwo Naukowe PWN, Warszawa 2016[17])
- Był kiedyś postmodernizm... Sześć esejów o schyłku XX stulecia (IFiS PAN, Warszawa 2018)
- Ekonomia to stan umysłu. Ćwiczenie z semantyki języków ekonomicznych (Wydawnictwo Krytyki Politycznej, Warszawa 2023)

## Życie prywatne
Jego żoną jest kulturoznawczyni Justyna Kowalska-Leder, z którą ma córkę Martynę.